# Pileanthus rubronitidus
Pileanthus rubronitidus är en myrtenväxtart som beskrevs av Gregory John Keighery. Pileanthus rubronitidus ingår i släktet Pileanthus och familjen myrtenväxter. Inga underarter finns listade i Catalogue of Life.